# Cloruro di renio(IV)
Il cloruro di renio(IV) o tetracloruro di renio è il composto binario tra renio e cloro con formula ReCl4. È un solido cristallino nero di interesse accademico, senza usi pratici.

## Sintesi
Il tetracloruro di renio fu sintetizzato con certezza per la prima volta nel 1963 per reazione tra cloruro di tionile e idrossido di renio idrato. In seguito sono state trovate altre procedure di sintesi:
Re3Cl9 + 3ReCl5 → 6ReCl4
2ReCl5 + SbCl3 → 2ReCl4 + SbCl5
2ReCl5 + Cl2C=CCl2 → 2ReCl4 + C2Cl6

## Struttura
A seconda del metodo di preparazione impiegato si ottengono differenti polimorfi di ReCl4. La forma meglio caratterizzata è quella denominata β-ReCl4, che si ottiene facendo reagire Re3Cl9 con ReCl5 o ReCl5 con SbCl3. La struttura di β-ReCl4 è monoclina, gruppo spaziale P2/c, con costanti di reticolo a = 636,2 pm, b = 627,3 pm, c = 1216,5 pm, β = 93,15° e quattro unità di formula per cella elementare. Questa struttura è unica tra tutti i tetraalogenuri metallici, e consiste di catene di unità Re2Cl9 formanti una coppia di ottaedri con una faccia in comune, collegate a loro volta da atomi di cloro terminali condivisi. La distanza Re–Re risulta di 272,8 pm, indicando la presenza di un sostanziale legame metallo-metallo.
L'esistenza di una forma α-ReCl4 è dubbia, mentre è stata confermata l'esistenza di una forma denominata γ-ReCl4, ottenibile facendo reagire ReCl5 e Cl2C=CCl2. La struttura di γ-ReCl4 non è nota.

## Reattività
ReCl4 deve essere manipolato in atmosfera inerte. A contatto con aria umida dà rapidamente idrolisi formando ReO2 idrato. Per riscaldamento sotto vuoto si sviluppa ReCl6; a 400 °C rimane solo renio metallico.
In soluzione è instabile e a contatto con l'aria in genere disproporziona formando cloruri di Re(III) e Re(V). In soluzione di acetone in presenza di basi di Lewis come la trifenilfosfina si formano specie dinucleari tipo [ReCl3P(Ph)3]2, accompagnate da piccole quantità di complessi di ossorenio(V) come ReOCl3(P(Ph)2)2.
Usando condizioni rigorosamente anidre e prive di ossigeno è invece possibile isolare anche complessi di Re(IV). Ad esempio la reazione di β-ReCl4 con piridina (py) anidra porta alla formazione della specie di Re(IV) cis-ReCl4(py)2 e alla specie ridotta (py)2Re2Cl8.

## Tossicità / indicazioni di sicurezza
Non esistono notizie riguardo alla pericolosità di questo composto.